# Національний парк Дадхва
Да́дхва — національний парк в Індії, в штаті Уттар-Прадеш. Площа 50 тисяч га. В 1967—1976 роках резерват.
Злаківники і салові рідколісся. У фауні — велика популяція оленя барасингі, леопард, ведмідь-губач, олені, павич; болотний крокодил.